# Gigantolina magna
Gigantolina magna är en plattmaskart som först beskrevs av Southwell 1915.  Gigantolina magna ingår i släktet Gigantolina och familjen Schizochoeridae. Inga underarter finns listade i Catalogue of Life.